# شهرستان مرخه العلیا
ناحیهٔ مرخه العلیا (به عربی: مدیریة مرخة العلیا) یک ناحیه در یمن است که در استان شبوه واقع شده‌است.
ناحیهٔ مرخه العلیا ۳۲٬۲۷۸ نفر جمعیت دارد.